# Sistema de gerenciamento de armazém
Um sistema do tipo  warehouse management system (WMS), ou sistema de gerenciamento de armazém, é uma parte importante da cadeia de suprimentos (ou supply chain) e fornece a rotação dirigida de estoques, diretivas inteligentes de picking, consolidação automática cross-docking para maximizar o uso do valioso espaço do armazéns. O sistema também dirige e otimiza a disposição de "put-away" ou colocação no armazém, baseado em informações de tempo real sobre o status do uso de prateleiras. (Donath, 2002, p. 134)
Um WMS operacional significa que a empresa depende menos da experiência das pessoas, uma vez que o sistema tem inteligência para operar o sistema.
Os sistemas WMS utilizam tecnologias de Auto ID Data Capture, como código de barras, dispositivos móveis, redes locais sem fio e possivelmente RFID para monitorar eficientemente o fluxo de produtos (Tompkins et al., 1998, p. 7). Uma vez que os dados tenham sido coletados, é feita uma sincronização com uma base de dados centralizada—tanto por processamento batch de todo um lote, como por transmissão em tempo real através de redes sem fio (Tompkins et al., 1998, p. 17). O banco de dados pode então ser usado para fornecer relatórios úteis sobre o status das mercadorias no armazém.
Muitos sistemas WMS tem interface com sistemas do tipo Enterprise Resource Planning (ERP), Planejamento de Recursos da Empresa (MRP) ou com outros tipos de softwares de gestão. (Donath, 2002, p. 48). Isto permite uma forma de se receber automaticamente o inventário, processar pedidos e lidar com devoluções.
Na implementação de um WMS devem ser considerados todos os custos, para além dos custos do equipamento e programas informáticos (Donath, 2002, p. 272).

## Funcionalidades
- Agendamento de recebimento (Através de informações, mostra em qual horário e local uma operação deverá ser executada, realizando o cálculo de recursos e tempo para aquela operação)
- Recebimento (Nessa etapa, todos os volumes são conferidos, caso haja qualquer inconsistência, ficará registrado em sistema)
- Endereçamento (Uma vez conferido, o sistema calcula os espaços disponíveis e emite automaticamente etiquetas de código de barras, que serão colocadas nos volumes a serem armazenados)
- Armazenamento (Após endereçamento, o sistema indica quais equipamentos serão necessários para realizar a operação e orienta através de endereços físicos disponíveis dentro do depósito ou centro de distribuição)
- Separação (A cada ordem de separação, o sistema indica onde está o item solicitado, indicando os equipamentos necessários para a operação e orientando em qual endereço o produto deverá ser retirado. A conferência do endereço ocorre através da leitura do código de barras fixado na estrutura, e do produto, na caixa ou volume do produto solicitado, antes do item ser levado para a área de expedição.)
- Expedição (Na expedição, os itens separados são conferidos uma última vez, e colocados dentro de uma área de confinamento, para embarque ao destino final. Na entrega de cada pedido, o sistema envia uma mensagem SMS através de equipamentos de dotados de tecnologia 3G informado que o item foi entregue.)
- Abastecimento de linhas de produção (O abastecimento de linhas de produção tem como finalidade evitar que uma linha de produção deixe de funcionar por falta de um determinado item necessário. No momento da programação da linha de montagem, o sistema calcula automaticamente a quantidade de itens necessários  e informa caso alguns deles seja insuficiente. O abastecimento automático de linhas de produção evita que haja interrupções não programadas, reduzindo custos e aumentando a produtividade.)

## Vantagens
A correta implementação de um WMS permite obter uma elevada confiabilidade e minimizar o risco por parte da empresa. Estes dois fatores levam a (Tompkins et al., 1998, p. 684):
- Eliminação de reclamações por parte dos clientes;
- Optimização do espaço para armazenagem;
- Melhoria da produtividade;
- Vantagem competitiva;
- Controle de saida e entrada mercadorias;
- Controle de produção individual ou coletiva.